# Alaka
Alaka (šp. Hallaca, шпански изговор: ) je jelo iz Venecuele. Sastoji se od kukuruznog testa punjenog nadevom od govedine, svinjetine ili piletine i dodatnih sastojaka poput suvog grožđa, kapara ili maslina. Alaka se obmotava listovima plantana, vezuje koncem i termički obrađuje kuvanjem. Jelo se tradicionalno služi tolkom božićnih praznika i postoje nekoliko varijanti. Smatra se za jednim od nacionalnih jela Venecuele i smatra se da potiče iz Orinokie. Alaka se često konzumira na istoku Kube, zatim u nekim krajevima Kolumbije kao i u Ekvadoru, Arubi i Kurasau. U Nikaragvi je ovo jelo poznato pod imenom nakatamal. 

## Poreklo
Alaka je mezoameričko jelo slično tamalu koje se u različitim krajevima različito zove. Prisutno je širom bivših španskih kolonija na južnoameričkom kontinentu. Smatra se da su ovo jelo izmislili robovi tokom kolonijalnog doba. Robovi su pripremali božićne obroke za robovlasnike, a od ostataka namirnica, pripremali su alake za sebe. Druga verzija nastanka i popularizacije ovog jela uključuje priču u kojoj je ćerka jednog veleposednika zatražila da proba alake. Njoj se jelo toliko svidelo da je uvršteno u obrok njene porodice a kasnije se proširilo kao tradicionalni praznični obroci za sve klase.

## Tradicija
Alaka je obavezni deo božićne trpeze u Venecueli.  Božićni obroci u Venecueli uključuju halaku, peciva, pan de hamon i pileći paprikaš. Međutim, zbog nestašice hrane u Venecueli i ekonomske krize, nisu sve porodice mogle sebi da priušte bogatu božićnu trpezu. Godine 2014. Vlada ove države organizovala je javno pravljenje alake. Tokm prilikom napravljena je alaka duga 122 m i time je postavljen Ginisov rekord.
Za razliku od venecuelanske tradicije gde je alaka uglavnom praznično jelo, ono se na Ekvadoru konzumira tokom cele godine. Takođe postoje nekoliko varijanti u zavisnosti od dela zemlje. Zajedno sa humusom, alaka se smatra delom tradicionalne ekvadorske kuhinje.

## Napomene
1. ^  Rosenblat, Ángel. (Venezuela Analysis, ???). hallaca.asp "hallaca". Retrieved 9 January 2005.
2. ^  Castillo, Efrain. Revista Estampas (???)  "Decanos de la Navidad" Retrieved 8 April 2012